# Lijst van exoten in de Benelux
Deze informele lijst bevat in de Benelux ingeburgerde exoten, dat zijn exoten die in het wild voorkomen en zich daar weten te handhaven, en dus zonder de efemere planten.

## Planten

### Algen
- Japans bessenwier Sargassum muticum

### Coniferen
- Douglasspar Pseudotsuga menziesii
- Fijnspar Picea abies
- Japanse lork Larix kaempferi
- Oostenrijkse den Pinus nigra var. nigra
- Reuzenzilverspar Abies grandis
- Servische spar Picea omorika
- Sitkaspar Picea stichenis
- Zeeden Pinus pinaster

### Bedektzadigen
- Amerikaans krentenboompje (Amelanchier lamarckii)
- Amerikaanse eik (Quercus rubra)
- Amerikaanse vogelkers (Prunus serotina)
- Bezemkruiskruid (Senecio inaequidens)
- Canadese fijnstraal (Conyza canadensis)
- cranberry (Oxycoccus macrocarpos)
- Draadereprijs (Veronica filiformis)
- Goudknopje (Cotula coronopifolia)
- Grote ereprijs (Veronica persica).
- Grote waternavel (Hydrocotyle ranunculoides)
- Harig knopkruid (Galinsoga quadriradiata)
- Japanse duizendknoop (Fallopia japonica)
- Kaal knopkruid (Galinsoga parviflora)
- Kalmoes (Acorus calamus)
- Klein springzaad (Impatiens parviflora)
- Reuzenbalsemien (Impatiens glandulifera)
- Reuzenberenklauw (Heracleum mantegazzianum)
- Schijfkamille (Matricaria discoidea)
- Tomaat (Solanum lycopersicum)
- Waterteunisbloem (Ludwigia grandiflora)
- Watercrassula (Crassula helmsii)
- Zonnebloem (Helianthus annuus)
- Zwarte appelbes (Aronia × prunifolia)

### Levermossen
- Gaaf kantmos Lophocolea semiteres (Verspreiding NL)

### Mossen
- Grijs kronkelsteeltje Campylopus introflexus (Verspreiding NL)
- Geelsteeltje Orthodontium lineare (Verspreiding NL)

## Schimmels

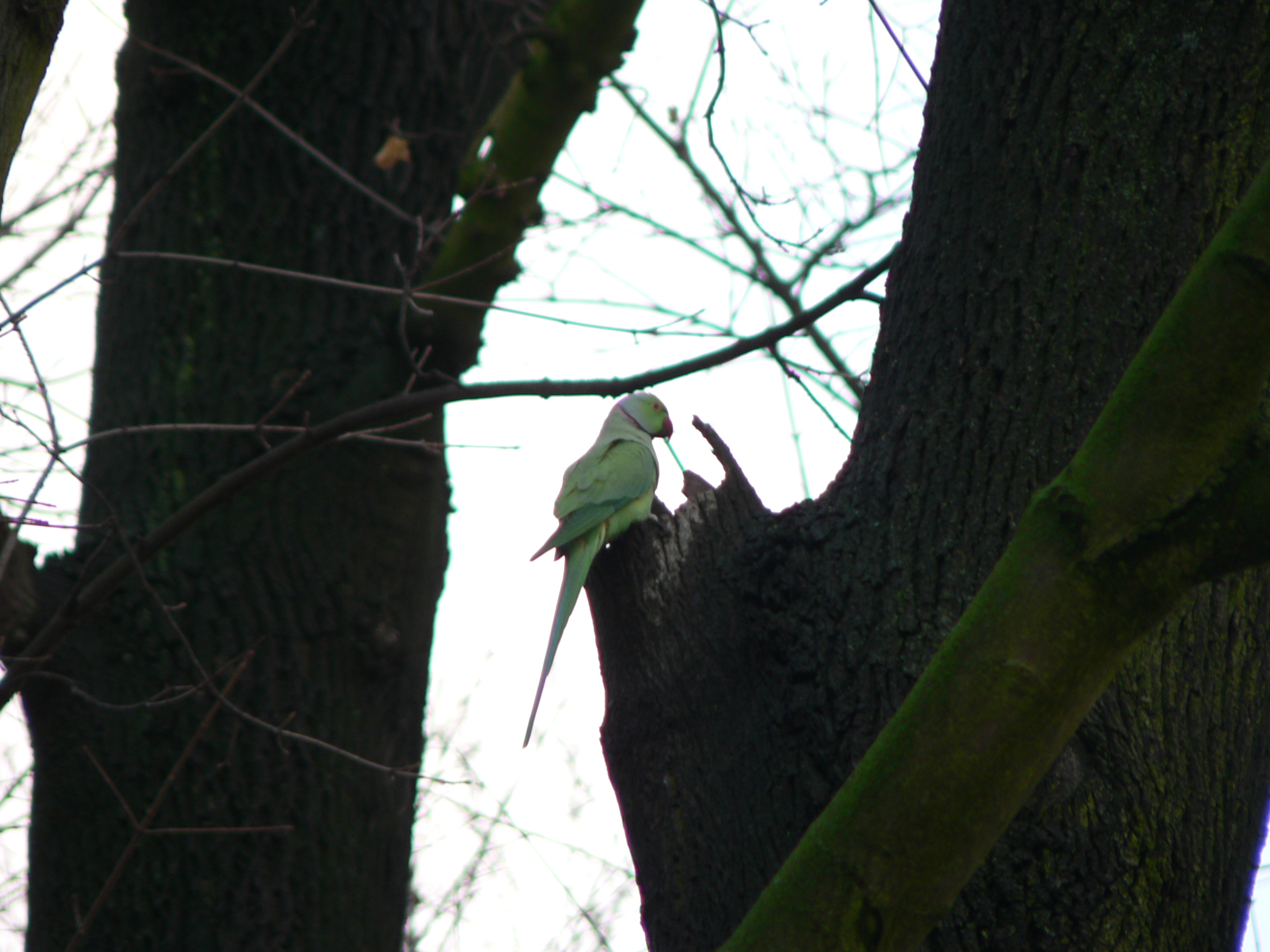
Een halsbandparkiet in het Brusselse Jubelpark

- Inktviszwam Clathrus archeri
- Traliestinkzwam Clathrus ruber

## Dieren

### Vogels
- Fazant Phasianus colchicus
- Nijlgans Alopochen aegyptiacus
- Casarca Tadorna ferruginea
- Stadsduif Columba livia (domestica)
- Grote Canadese gans Branta canadensis
- Halsbandparkiet Psittacula krameri

### Zoogdieren
- Beverrat Myocastor coypus
- Damhert Cervus dama dama
- Moeflon Ovis ammon musimom
- Muskusrat of Bisamrat Ondatra zibethicus
- Wasbeer Procyon lotor
- Siberische grondeekhoorn Tamias sibiricus
- Amerikaanse nerts Mustela vison
- Chinese muntjak Muntiacus reevesi
- Bennettwallaby Macropus rufogriseus
- Grijze eekhoorn Sciurus carolinensis

### Reptielen en amfibieën
- Bijtschildpad Chelydra serpentina
- Italiaanse kamsalamander Triturus carnifex
- Roodwangschildpad Pseudemys scripta elegans
- Amerikaanse stierkikker Lithobates catesbeianus

### Vissen
- Amerikaanse dikkop-elrits Pimephales promelas
- Amerikaanse hondsvis Umbra pygmaea
- Blauwband Pseudorasbora parva
- Bronforel Salvelinus fontinalis
- Bruine dwergmeerval Ictalurus nebulosus
- Goudvis Carassius auratus auratus
- Graskarper Ctenopharyngodon idellia
- Gup Lebistes reticulatus
- Grootkopkarper Hypophthalmichthys nobilis
- Regenboogforel Oncorhynchus mykiss
- Roofblei Aspius aspius
- Snoekbaars Stizostedion lucioperca
- Zilverkarper Hypophthalmichthys molitrix
- Zonnebaars Lepomis gibbosus
- Zwarte dwergmeerval Ictalurus melas
- Marmergrondel Proterorhinus marmoratus
- Blauwneus Vimba vimba

### Geleedpotigen
- Rivierkreeften van de geslachten Orconectes en Procambarus
- Chinese wolhandkrab Eriocheir sinensis
- Penseelkrab Hemigrapsus takanoi
- Gele faraomier Monomorium pharaonis
- Kaspische slijkgarnaal Corophium curvispinum
- Pontokaspische vlokreeft Dikerogammarus villosus
- Rugstreepsteurgarnaal Palaemon macrodactylus
- Tijgervlokreeft Gammarus tigrinus
- Aziatisch lieveheersbeestje Harmonia axyridis
- Coloradokever Leptinotarsa decemlineata
- Aziatische tijgermug Aedes albopictus
- Aziatische hoornaar Vespa velutina
- Wespspin Argiope bruennichi
- Bladpootrandwants Leptoglossus occidentalis
- Mediterraan draaigatje Tapinoma nigerrimum
- Oosterse kakkerlak Blatta orientalis
- Buxusmot Cydalima perspectalis

### Weekdieren
- Ariolimax columbianus
- Arion vulgaris – Spaanse wegslak
- Cecilioides acicula – Blindslak
- Cernuella aginnica – Franse duinslak
- Cernuella cisalpina – Griekse duinslak
- Cernuella jonica
- Cernuella neglecta – Afgevlakte duinslak
- Cernuella virgata – Bolle duinslak
- Cipangopaludina chinensis – Chinese moerasslak
- Cochlicella acuta – Slanke duinhoren
- Cochlicella barbara – Bolle duinhoren
- Corbicula fluminalis – Toegeknepen korfmossel
- Corbicula fluminea – Aziatische korfmossel
- Cornu aspersum – Segrijnslak)
- Crassostrea gigas – Japanse oester
- Crepidula fornicata – Muiltje
- Deroceras panormitanum – Zuidelijke akkerslak
- Dreissena polymorpha – Driehoeksmossel
- Dreissena bugensis – Quaggamossel
- Ensis directus – Amerikaanse zwaardschede
- Gyraulus chinensis – Chinese schijfhoren
- Gyraulus parvus – Kleine schijfhoren
- Helisoma nigricans ?
- Helix lucorum – Gebandeerde wijngaardslak
- Helix pomatia – Wijngaardslak
- Hygromia cinctella – Gekielde loofslak
- Lehmannia valentiana – Spaanse aardslak
- Lithoglyphus naticoides – Eeltslak
- Melanoides tuberculata – Slanke knobbelhoren
- Menetus dilatatus – Hoekige schijfhoren
- Monacha cantiana – Grote kartuizerslak
- Monacha cartusiana – Kleine kartuizerslak
- Musculium transversum – Amerikaanse hoornschaal
- Mya arenaria – Strandgaper
- Mytilopsis leucophaeata – Brakwatermossel
- Paralaoma servilis – Duintolletje
- Petricola pholadiformis – Amerikaanse boormossel
- Physella acuta – Puntige blaashoren
- Physella heterostropha – Puntige blaashoren
- Potamopyrgus antipodarum – Jenkins' waterhoren
- Pseudosuccinea columella
- Rapana venosa – Geaderde stekelhoren
- Sphaerium transversum
- Theba pisana – Zandslak
- Trochoidea elegans – Sierlijke pyramideslak
- Viviparus acerosus – Donaumoerasslak
- Xerosecta cespitum
- Xerotricha apicina – Behaarde grasslak
- Zonitoides arboreus – Amerikaanse glimslak

### Sponzen
- Paarse buisjesspons Haliclona xena